# Réserve de biosphère Maya
La réserve de biosphère Maya est une réserve de biosphère située au Guatemala. Créée en 1990, elle s'étend sur un territoire de 21 129,40 km2. Elle est contigüe à la réserve de biosphère de Calakmul au Mexique.
Le parc abrite une faune riche et variée, parmi laquelle on compte le jaguar, le puma, l'ocelot, le Margay, les singes-araignées, des singes hurleurs, des tapirs, des crocodiles, le Daguet rouge et le Blanc-queue cerfs, l'aigle harpie, plusieurs espèces de faucon, l'ara rouge, des tortues d'eau douce, etc.
La flore y est également riche, incluant acajou, ceiba, cèdre, etc. 

La réserve a été créée en 1990 pour protéger la plus grande superficie de forêts tropicales restantes en Amérique centrale. Le modèle de réserve de biosphère, mis en œuvre par l'UNESCO, vise à promouvoir un équilibre entre les activités humaines et la biosphère en y incluant le développement économique durable dans la planification de la conservation.

## Archéologie
La réserve de biosphère Maya abrite une forte concentration d'anciennes cités mayas, dont beaucoup sont en cours de fouille. 
Tikal est la plus célèbre d'entre elles, attirant environ 120 000 à 180 000 visiteurs par an. 

Le bassin d'El Mirador, dans la partie nord de la réserve, contient de nombreuses villes Maya interconnectés. La zone a été décrite par le Dr Richard Hansen, directeur du projet du bassin d'El Mirador et archéologue à El Mirador, comme le plus grand site datant de la période préclassique Maya. 

Ainsi que d'autres cités dont El Tintal, Nakbe et Wakna, des dizaines d'autres sites existent dans divers états d'excavation.

## Menaces environnementales
Les écosystèmes de la réserve sont soumis à de nombreuses menaces provenant des activités humaines, dont l'exploitation forestière illégale, l'agriculture (défrichage intensif) et l'élevage dans les zones protégées, ainsi que le trafic de drogue, le braconnage et le pillage d'objets mayas. La superficie forestière de la réserve a diminué de 13 % au cours des 21 dernières années, selon l'organisation Rainforest Alliance, qui participe à plusieurs projets de développement communautaire dans la région. La déforestation la plus marquée s'est produite dans la Laguna del Tigre et dans le parc national de la Sierra del Lacandón.  Les faibles effectifs de gardes en font une région souvent considérée comme un désert sans foi ni loi. 
Plusieurs organisations locales, dont ProPetén et ACOFOP apportent d'importantes contributions pour aider à la gestion des ressources naturelles et culturelles locale.